# Pascal Fries
Pascal Fries (* 28. Januar 1972 in St. Ingbert) ist ein deutscher Neurophysiologe.

## Leben
Pascal Fries studierte Medizin, von 1991 bis 1993 an der Universität des Saarlandes und ab 1993 an der Johann Wolfgang Goethe-Universität Frankfurt am Main, wo er das Medizinstudium 1998 mit dem Staatsexamen abschloss. Für seine Doktorarbeit forschte er von 1993 bis 1998 in der Abteilung von Wolf Singer am Max-Planck-Institut für Hirnforschung in Frankfurt und erhielt den Doktorgrad im Jahr 2000 von der Johann Wolfgang Goethe-Universität. Von 1999 bis 2001 forschte er als Postdoktorand im Labor von Robert Desimone am National Institute of Mental Health in Bethesda (Maryland) in den USA. 
Von 2001 bis 2009 war er Projektleiter am Zentrum für neurale bildgebende Verfahren der Radboud-Universität Nijmegen in den Niederlanden, wo er seit 2008 eine Professur innehat. 
Im selben Jahr wurde er zum wissenschaftlichen Mitglied der Max-Planck-Gesellschaft berufen und begann im Jahr 2009 die damit verbundene Arbeit als Gründungsdirektor des Ernst Strüngmann Instituts (ESI) für Neurowissenschaft in Zusammenarbeit mit der Max-Planck-Gesellschaft in Frankfurt. 2024 wechselte er als Research Group Leader zum Max-Planck-Institut für biologische Kybernetik.

## Schriften (Auswahl)
- P. Fries, J. H. Reynolds, A. E. Rorie, R. Desimone: Modulation of oscillatory neuronal synchronization by selective visual attention. In: Science. Band 291, Nr. 5508, 23. Feb 2001, S. 1560–1563. doi:10.1126/science.1055465.
- P. Fries: A mechanism for cognitive dynamics: neuronal communication through neuronal coherence. In: Trends Cogn Sci. Band 9, 2005, S. 474–480. doi:10.1016/j.tics.2005.08.011.
- T. Womelsdorf, P. Fries: The role of neuronal synchronization in selective attention. In: Curr Opin Neurobiol. Band 17, Nr. 2, Apr 2007, S. 154–160. doi:10.1016/j.conb.2007.02.002.
- P. Fries: Neuronal gamma-band synchronization as a fundamental process in cortical computation. In: Annu Rev Neurosci. Band 32, 2009, S. 209–224. doi:10.1146/annurev.neuro.051508.135603.
- René Scheeringa, Pascal Fries, Karl-Magnus Petersson, Robert Oostenveld, Iris Grothe, David G. Norris, Peter Hagoort, Marcel C.M. Bastiaansen: Neuronal Dynamics Underlying High- and Low-Frequency EEG Oscillations Contribute Independently to the Human BOLD Signal. In: Neuron. Volume 69, Nr. 3, 2011, S. 572–583, doi:10.1016/j.neuron.2010.11.044.
- G. Spyropoulos, C. A. Bosman, P. Fries: A theta rhythm in macaque visual cortex and its attentional modulation. In: Proc Natl Acad Sci U S A. Band 115, Nr. 24, 12. Jun 2018, S. E5614–E5623. doi:10.1073/pnas.1719433115.
- René Scheeringa, Pascal Fries: Cortical layers, rhythms and BOLD signals. In: NeuroImage. Volume 197, 2019, S. 689–698, doi:10.1016/j.neuroimage.2017.11.002.
- Nicolas M. Brunet, Pascal Fries: Human visual cortical gamma reflects natural image structure. In: NeuroImage. Volume 200, 2019, S. 635–643, doi:10.1016/j.neuroimage.2019.06.051.
- Qin, C., Michon, F., Onuki, Y., Ishishita, Y., Otani, K., Kawai, K., ... [Fries, P.] & Keysers, C. (2023): Predictability alters information flow during action observation in human electrocorticographic activity. Cell Reports, 42(11) 113432.
- Pascal Fries: Rhythmic attentional scanning. In: Neuron. Volume 111, Nr. 7, 2023, S. 954–970, doi:10.1016/j.neuron.2023.02.015.

## Ehrungen und Auszeichnungen
- 1991–1998: Stipendium der Studienstiftung des deutschen Volkes.
- 1999–2001: Postdoktorale Mitgliedschaft an der Studienstiftung des deutschen Volkes (BASF).
- 2000: Absolvent (Summa cum laude) an der Goethe-Universität Frankfurt, medizinische Fachrichtung.
- 2001: Auszeichnung für die beste Dissertation des Jahres 2000, Johann Wolfgang Goethe-Universität Frankfurt am Main, medizinische Fachrichtung.
- 2003: Auszeichnung „VIDI“ für Karrierebildung der Niederländischen Organisation für wissenschaftliche Forschung (Nederlandse Organisatie voor Wetenschappelijk Onderzoek, NWO).
- 2006: Auszeichnung als Europäischer Nachwuchsforscher („EURYI“) der Stiftung European Science Foundation.
- 2006: Mitglied der Jugendakademie an der Königlichen Niederländischen Akademie für Kunst und Wissenschaft (Koninklijke Nederlandse Akademie van Wetenschappen, KNAW).
- 2007: Bernhard-Katz-Preis.
- 2008: Forschungsauszeichnung der Federation of European Neuroscience Societies (FENS) von Boehringer Ingelheim.